# Саут Чайна
Атлетична асоціація Саут Чайна (також відома як Саут Чайна; кит: 南華體育會) — професійний футбольний клуб з Гонконгу, який виступає в першому дивізіоні Гонконгу, лізі другого рівня в системі футбольних ліг Гонконгу. Клуб історично є одним із найуспішніших футбольних клубів Гонконгу, вигравши рекордний 41 титул у Першому дивізіоні, рекордний 31 чемпіонський титул Senior Shields, рекордних 10 Кубків Гонконгу та 3 Кубки Ліги (англ. HKFA League Cup). Клуб має дуже довгу історію виступів у вищій лізі, але після завершення сезону 2016–17 опустився до 2 за силою дивізіону.
Прозваний «Храмом Шаолінь» і «Каролінерами», Саут Чайна за ці роки випустив багато великих гонконгських футболістів. У листопаді 2007 року клуб уклав благодійну співпрацю з Червоним Хрестом Гонконгу.
Домашні матчі клуб проводить на стадіоні «Хеппі Веллі Рекрейшн Граунд» (англ. Happy Valley Recreation Ground).

## Історія

### Рання історія
Китайська футбольна команда була заснована в 1904 році групою китайських студентів у Гонконгу, включаючи Мок Хінг (кит:莫慶) і Тонг Фук Чеунг (китайською: 唐福祥, капітан збірної Китаю). У 1910 році команда була перейменована на футбольний клуб Саут Чайна.
На Далекосхідних іграх 1917 року та Далекосхідних іграх 1919 року (також відомих як Далекосхідний олімпійський турнір) клуб представляв Республіку Китай і виграв футбольний чемпіонат. Це єдина команда в історії спорту Гонконгу, якій вдалося це зробити. Китай програв у фіналі Філіппінам у першому фіналі, який проводився в 1913 році, але в наступних дев’яти він перемагав щоразу, аж до останнього, який відбувся в 1934 році. Тоді Китай переміг разом з Японією. Під час цих турнірів більшість китайської команди складалася з гравців Саут Чайна.
У 1920 році Саут Чайна отримав назву Атлетична Асоціація Саут Чайна (англ. South China Athletic Association), заснований Мок Хінгом.
Приблизно в 1920–1922 роках клуб офіційно прийняв нинішню назву атлетична асоціація Саут Чайна та перейшов на інші види спорту, такі як баскетбол.

### 1980-ті
З моменту свого заснування клуб дотримувався політики лише китайців, згідно з якою клуб виставляв лише гравців китайської етнічної приналежності. Згідно з цією політикою, клуб підписував лише іноземних гравців, які мали китайське походження, таких як Едмунд Ві, Чоу Чі Кеонг і Чан Квок Люн. До 1980-х років політика не мала негативного впливу на результати.
Однак, коли професійний футбол у Гонконзі почав розвиватися, клуб не зміг впоратися з напливом іноземних гравців і на початку сезону 1981–1982 виступив невдало. Таким чином, 2 листопада 1981 року клуб проголосував за припинення своєї 60-річної політики лише для Китаю. Хоча клуб зміг уникнути вильоту в тому сезоні, він не пройшов без інцидентів. 6 червня 1982 року, після того, як клуб зіграв внічию у важливому матчі з Керолайн Хілл, вболівальники влаштували заворушення біля стадіону, яке поширилося на Козвей-Бей. Заворушення були найбільшими громадянськими заворушеннями в Гонконзі з часів лівих заворушень у 1967 році.

### 2000-ні
Оскільки вони не змогли обіграти «Сітізен» в останній грі сезону 2005–2006, Саут Чайна вилетів з вищої ліги вперше з 1983 року. Проте 14 червня 2006 року Футбольна асоціація Гонконгу схвалила запит від клубу залишитися в першому дивізіоні Гонконгу з обіцянкою посилити свій склад. Залишаючись вірним своєму слову, South China значно посилив свій склад і тренерський штаб. У результаті «Саут Чайна» успішно повернув собі титул чемпіона Першого дивізіону в сезоні 2006–2007, а також виграв Кубок Гонконгу та Hong Kong Senior Shield, досягнувши знаменитого триблу.
Команда стає все сильнішою, незважаючи на те, що команда продовжує досягати успіху на національному фронті, вигравши три титули чемпіонату поспіль, вона також досягає успіху в інших міжнародних клубних змаганнях. Команда дійшла до півфіналу Кубка АФК 2009. Успіх клубу призвів до того, що команда піднялася у світовому клубному рейтингу до свого нового максимуму 145-го місця, навіть перевершивши інші клуби материкового Китаю, які, як вважають, мають кращий рівень, ніж клуби Гонконгу. Останніми роками «Саут Чайна» взяв участь у кількох передсезонних виставкових матчах з європейськими клубами, найвідомішим з яких була перемога з рахунком 2:0 над командою англійської Прем’єр-ліги «Тоттенгем Хотспур».
Велика частина нещодавнього успіху була приписана колишньому директору Стівену Ло, і завдяки своєму проникливому діловому чуттю він перебудував команду як бренд і зіграв важливу роль у відновленні інтересу до Гонконгської футбольної ліги. Саут Чайна переосмислив свій імідж і співпрацює з кількома організаціями та брендами. У 2007 році клуб розпочав співпрацю з Червоним Хрестом Гонконгу. Саут Чайна є першою футбольною командою, яка коли-небудь носила емблему Червоного Хреста на офіційній формі. Призначення модного бренду Giorgio Armani офіційним кравцем дозволило клубу приєднатися до світової еліти, оскільки бренд асоціюється з футбольним клубом «Челсі» та збірною Англії. На святкуванні 100-річчя заснування футбольної команди всесвітньо відомий дизайнер Філіп Старк створив спеціальне видання "Peninsula Chair", на якому надруковані обличчя команди та голови.
Нікі Батт і Матея Кежман грали за «Південний Китай» у сезоні 2010–11.

### 2010-ті
Напередодні сезону 2014–2015 директор AET Воллес Ченг став інвестором клубу, пообіцявши витрачати 18–20 мільйонів доларів за сезон. Сезон спочатку не був успішним, оскільки клуб посів четверте місце в лізі. Рятівною подією стала перемога в плей-оф сезону, яка дозволила клубу напряму кваліфікуватися до групового етапу Кубка АФК 2016.
У 2016–2017 роках «Саут Чайна» дійшов до свого першого фіналу кубка за шість років, зіткнувшись із «Кітчі» у фіналі Кубка Гонконгу 2016–17. Однак вони зазнали поразки з рахунком 2–1 і не змогли взяти трофей.
5 червня 2017 року клуб зробив шокуючу заяву про те, що вони самостійно опустяться до Першого дивізіону. Дороги клубу та Ченга розійшлися, клуб залишився без інвестора, який би підтримував їх великий бюджет зарплати.

## Стартовий склад
| №  | Поз. | Нац.    | Гравець       |
| -- | ---- | ------- | ------------- |
| 1  | ВР   | Гонконг | Чоу Лонг Хей  |
| 2  | ЗХ   | Гонконг | Лоу Ман Чунг  |
| 4  | ЗХ   | Гонконг | Нг Чеук Хін   |
| 5  | ЗХ   | Гонконг | Ло Вінг Лун   |
| 6  | ПЗ   | Гонконг | Ау Ман Лок    |
| 7  | ПЗ   | Гонконг | Хо Мін-Тонг   |
| 8  | ПЗ   | Гонконг | Є Цзя         |
| 9  | ПЗ   | Гонконг | Квок Тінг Хім |
| 10 | ПЗ   | Гонконг | Юнг Чек Люн   |
| 11 | НП   | Гонконг | Яу Пінг Кай   |
| 12 | ВР   | Гонконг | Літ Хой Ят    |

| №  | Поз. | Нац.         | Гравець      |
| -- | ---- | ------------ | ------------ |
| 14 | ПЗ   | Гонконг      | Іп Чунг Лонг |
| 15 | ЗХ   | Гонконг      | Лі Чун Лок   |
| 17 | ПЗ   | Гонконг      | Со Яу Тін    |
| 18 | ЗХ   | Гонконг      | Ма Кін Чунг  |
| 21 | ВР   | Гонконг      | Ман Вай Сум  |
| 22 | ПЗ   | Японія       | Такуя Тасака |
| 25 | ПЗ   | Японія       | Кохей Іто    |
| 25 | ПЗ   | Гонконг      | Юнг Чек Люн  |
| 27 | ПЗ   | Гонконг      | Мак Інь Кан  |
| 30 | ВР   | Гонконг      | Вонг Ка Кін  |
| —  | НП   | Гвінея-Бісау | Вальтер Ваз  |

## Партнерства
3 листопада 2009 року «Саут Чайна» і «Тоттенгем» спільно оголосили про партнерство клубів у Гонконгу. Саут Чайна став першим клубним партнером Шпор в Азії. Співпраця розрахована на 2 роки з можливістю продовження. Окрім планування обміну найкращим досвідом у будь-якій сфері технічної та ділової сторін футболу, Тоттенгем Готспур має перше право на покупку гравців Саут Чайна на всіх вікових рівнях. Тоттенхем Хотспур підтримуватиме тренерський розвиток клубу Саут Чайна шляхом обміну науковими даними, навчальними матеріалами та візитів тренерського штабу до обох команд. Два клуби вивчать можливість створення спільної молодіжної академії та тренувального центру в Гонконзі або в Китаї.

## Досягнення

### Ліга

#### Перший Дивізіон Гонконгу
Чемпіони (41): 1923–24 , 1930–31 , 1932–33 , 1934–35 , 1935–36 , 1937–38 , 1938–39 , 1939–40 , 1940–41 , 1948–49 , 1950–51 , 1951 –52 , 1952–53 , 1954–55 , 1956–57 , 1957–58 , 1958–59 , 1959–60 , 1960–61 , 1961–62 , 1965–66 , 1967–68 , 1968–69 , 1971–72, 1973–74 , 1975–76 , 1976–77 , 1977–78 , 1985–86 , 1986–87 , 1987–88 , 1989–90 , 1990–91 , 1991–92 , 1996–97 , 1999–2006 , 20 –07 , 2007–08 , 2008–09 , 2009–10 , 2012–13 
Віце-чемпіони (16): 1928–29 , 1946–47 , 1953–54 , 1955–56 , 1964–65 , 1966–67 , 1972–73 , 1980–81 , 1984–85 , 1988–89 , 1992–93 , 1994–95 , 1995–96 , 1997–98 , 1998–99 , 2010–11

#### Другий Дивізіон Гонконгу
Чемпіони (5): 1917–18, 1925–26, 1933–34, 1951–52, 1952–53

### Кубки

#### Hong Kong Senior Challenge Shield
Чемпіони (31): 1928–29, 1930–31, 1932–33, 1934–35, 1935–36, 1936–37, 1937–38, 1938–39, 1940–41, 1948–49, 1954–55, 1956 –57, 1957–58, 1958–59, 1960–61, 1961–62, 1964–65, 1971–72, 1985–86, 1987–88, 1988–89, 1990–91 , 1995–96, 1996–97 , 1998–99, 1999–2000, 2001–02, 2002–03, 2006–07 , 2009–10 , 2013–14
Віце-чемпіони (16): 1918–19, 1933–34, 1937–38, 1939–40, 1946–47 , 1950–51, 1952–53, 1962–63, 1970–71, 1973–74, 1976–77 , 1978–79, 1989–90, 1992–93, 2010–11 , 2011–12

#### Кубок Гонконгу
Чемпіони (10): 1984–85 , 1986–87, 1987–88, 1989–90, 1990–91, 1995–96 , 1998–99 , 2001–02 , 2006–07 , 2010–11
Віце-чемпіони (5): 1975–76, 1985–86, 1997–98 , 2000–01 , 2016–17

#### Кубок Ліги
Чемпіони (3): 2001–02 , 2007–08 , 2010–11
Фіналісти (2): 2014–15 , 2015–16

#### Кубок Віце-Короля Гонконгу(англ.Viceroy Cup)
Чемпіони (8): 1971–72, 1979–80, 1986–87, 1987–88, 1990–91, 1992–93, 1993–94, 1997–98
Віце-чемпіони (7): 1973–74, 1974–75, 1984–85, 1985–86, 1989–90, 1991–92, 1995–96

#### Гонконг Юніор Шилд (англ.Hong Kong Junior Challenge Shield)
Чемпіони (9): 1947–48, 1950–51, 1952–53, 1953–54, 1954–55, 1956–57, 1957–58, 1958–59, 1966–67

#### Суперкубок Гонконгу з футболу
Чемпіони (2): 2014, 2015

#### Суперкубок Гонконгу з футболу (англ.Hong Kong Community Shield)
Віце-чемпіони: 2009

#### Гонконгський кубок саджанців (англ.Hong Kong Sapling Cup)
Віце-чемпіони: 2015–16

## Пісні
- 1) 南華歌

Нова офіційна пісня для Саут Чайна. Була представлена у першому домашньому матчі в сезоні 2006–07 проти HKFC.
- 2) 擁南躉之歌[11]

Це не офіційна пісня клубу, як і оригінальна офіційна пісня вболівальників. Її співав Альберт Ченг 張武孝 (також відомий як: 大Al/Big Al), і став дуже відомим після випуску в 1977 році, особливо в кінці 1970-х і 1980-х роках; протягом того періоду Саут Чайна був постійним претендентом на перші місця в лізі, і пісня описує, наскільки сильною та відомою була команда.